# 西部光亮綫
西部光亮綫（英語：Brightline West）是一條私人營運的高速鐵路路線，目前正在建設中，連接拉斯維加斯和加利福尼亞州维克多谷地，該路線將在南加州都會鐵路系統的聖貝納迪諾線庫卡蒙加牧場站與現有鐵路連接。該項目旨在為南加州和拉斯維加斯之間的航空和汽車旅行提供一種替代選擇，拉斯維加斯是一個受歡迎的休閒目的地。2023年12月，美國交通部根據《基礎設施投資和就業法》向西部光亮綫授予了30億美元的補助金。全長270公里，最初預計在2023年補助金宣布後不久開始將進行建設，於2024年4月22日正式開始建造。計劃於2028年開始營運。如期在2028洛杉磯奧運開幕前完工通車。
該路線自2005年開始開發，最初名為DesertXpress，並經歷了多個開發商和投資者。2018年9月，該項目（當時稱為XpressWest）被擁有佛羅里達州光亮綫的堡垒投资集团收購，光亮綫是美國唯一的私人運營城際鐵路路線。西部光亮綫從維克多谷站延伸到加州高鐵帕姆代爾交通中心的延伸線也在考慮之中。

## 背景
拉斯維加斯是大洛杉磯地區的賭博和旅遊目的地。15號州際公路是連接這兩個地區的直接路線。每年估計有5000萬人往返於洛杉磯和拉斯維加斯之間，其中85%使用汽車。自駕車程超過四個小時，而預定的巴士路線需時五至七小時。作為一條重要的貨運路線，減少15號州際公路的擁堵將有利於供應鏈。
這條高速公路在週四、週五和週日交通繁忙，導致顯著的延誤。週日返回洛杉磯的駕駛者可能會造成長達18-英里（29-）的交通擁堵。航空公司提供直飛航班，但機場的交通和安檢會增加短程飛行的時間。拉斯維加斯最後的客運列車服務於1997年取消，當時美鐵終止了沙漠之風列車服務。

## 光亮線計畫
2018年9月，擁有佛羅里達州城際鐵路光亮線的堡垒投资集团宣布將收購聯邦核准的XpressWest鐵路走廊項目，表示將於2020年下半年開始建設該鐵路，預計在2024年下半年完工。在一些延誤之後，於2024年4月22日舉行了破土動工儀式，預計在2028年正式營運。該項目預計在高峰期將創造約18,000個工作機會。洛杉磯縣於2016年完成了該項目的環境評估。2019年10月，設計計畫完成了將近30%。2020年9月，該路線重新命名為西部光亮綫，並被稱為“光亮線關聯公司”。

### 資金協助
沿棕櫚谷–蘋果谷–拉斯維加斯路線的高速鐵路被納入2018年加州州鐵路計劃的2040年項目時間表。隨後，加州向XpressWest發行了免稅的私人活動債券以部分資助建設。這些債券旨在協助公共利益的私人企業。
2019年9月，宣佈加州將協助該計畫提供資金。2019年10月，加州基礎設施和經濟發展銀行批准了32.5億美元的債券。2020年4月，加州政府官員批准發行6億美元的免稅私人活動債券給XpressWest。2020年7月，內華達州分配給該公司額外的2億美元私人活動債券。
堡垒投资集团的共同創辦人兼共同執行長韋斯利·艾登斯估計2020年的建設成本為80億美元。2020年9月，發行了高達32億美元的免稅私人活動債券。11月，決定讓債券銷售權失效。原定於2021年進行的債券銷售被推遲到2022年，以便項目計劃繼續推進並使債券對投資者更具吸引力。
洛杉磯郡都會運輸局正在考慮重新組合約20億美元的M措施資金，這些資金原定用於高地沙漠路廊，該走廊是維克多維爾和棕櫚谷之間的一條擬建高速公路，已於2019年10月取消，轉而創建XpressWest路線在這兩個城市之間延伸的發展計劃。
2023年2月，該公司申請了《基礎設施投資和就業法》中的37.5億美元資金。2023年4月，由內華達州和加州的跨黨派國會小組撰寫了一封支持該資金的信。2023年12月，美國交通部向Brightline West批準了30億美元的補助金。2024年1月，西部光亮綫獲得了美國交通部的25億美元私人活動債券。截至2024年4月，剩餘的建設成本（估計為120億美元）預計將由私人融資。

### 庫卡蒙格牧場延伸線
該公司於2020年6月開始規劃穿越卡宏章克申到庫卡蒙格牧場的鐵路線。2021年11月通過的《基礎設施投資和就業法》為鐵路項目提供了數十億美元，為光亮綫等公司提供了更多機會。2022年1月，聯邦交通部的聯邦鐵路管理局開始審查允許時速達到180英里每小時（290每小時）的49-英里 segment（79-）路段。
庫卡蒙格牧場路線的環境報告於2022年10月發布。該環境報告包括在希斯皮里亞擬建中間停靠站的位置。報告指出一些緩解措施是必要的：臨時的噪音和濕地影響，對一些受威脅或瀕危物種的臨時和永久影響，對聖加布里埃爾山脈和聖貝納迪諾山脈視覺影響，以及希斯皮里亞和庫卡蒙格牧場車站周圍的交通影響。報告總結認為，該項目“不會對環境造成重大影響”，也不會對低收入或少數族裔人口產生“過高和不利的影響”。環境許可於2023年7月獲批。
聖貝納迪諾縣交通局於2023年7月獲得了“以永續性和公平性重建美國基礎設施”（RAISE, Rebuilding American Infrastructure with Sustainability and Equity）計劃的2500萬美元補助金，用於資助赫斯佩里亞和蘋果谷車站的設計和建設成本。

### 建造
涉及15號州際公路路權的地面調查和多達11,000名工人的招聘工作於2024年1月開始。破土動工儀式於2024年4月22日在計劃中的西部光亮綫拉斯維加斯車站舉行，標誌著建設正式開始。

## 歷史
前稱西部快線、DesertXpress，原是由美國马奈尔公司與中國鐵路國際（美國）有限公司計劃籌備、建造與經營的高速鐵路，原計劃總投資127億美元，原預定於2016年9月展開工程。2018年，该项目被出售给光亮綫。
西部快線高速鐵路是2015年中國國家主席習近平美國國事訪問前落實的高速鐵路專案。
2015年9月13日，中鐵國際、中鐵集團、中國中車、中國建築、中鐵二院、中國北車（目前已併入中國中車）組成的中國鐵路國際（美國）有限公司與美國西部快線公司簽署協議建設並經營連接拉斯維加斯和洛杉磯的高鐵項目。
2016年6月，西部快線公司單方面宣佈終止與中鐵國際的合作計劃，因中鐵國際不能及時履行其相關義務及在過程中無法獲取推進項目必要授權所面臨的挑戰。中鐵國際回應指，西部快線公司的聲明是倉促和不負責任，中鐵國際會不遺餘力地捍衞自己的利益。
西部快線公司解釋項目最大的障礙是美國政府規定高速鐵路列車必須在美國製造。但中國中車公司已於2015年在美國麻省建立了生產基地，建造波士頓地鐵列車。

### 爭議
西部快線公司是由拉斯維加斯一家建築公司Marnell Corrao Associates擁有，欠缺營造高鐵的經驗和實力。西部快線公司曾通過風險投資形式籌集資金興建西部快線高速鐵路，但連500萬美元啟動資金都無法籌到。

## 外部連結
- Brightline West Construction （页面存档备份，存于）
- XpressWest，存档于（存檔日期 2019-10-01）